# Grzegorz Kaliciak (oficer)
Grzegorz Seweryn Kaliciak (ur. 23 marca 1973 w Prudniku) – generał brygady Sił Zbrojnych RP.

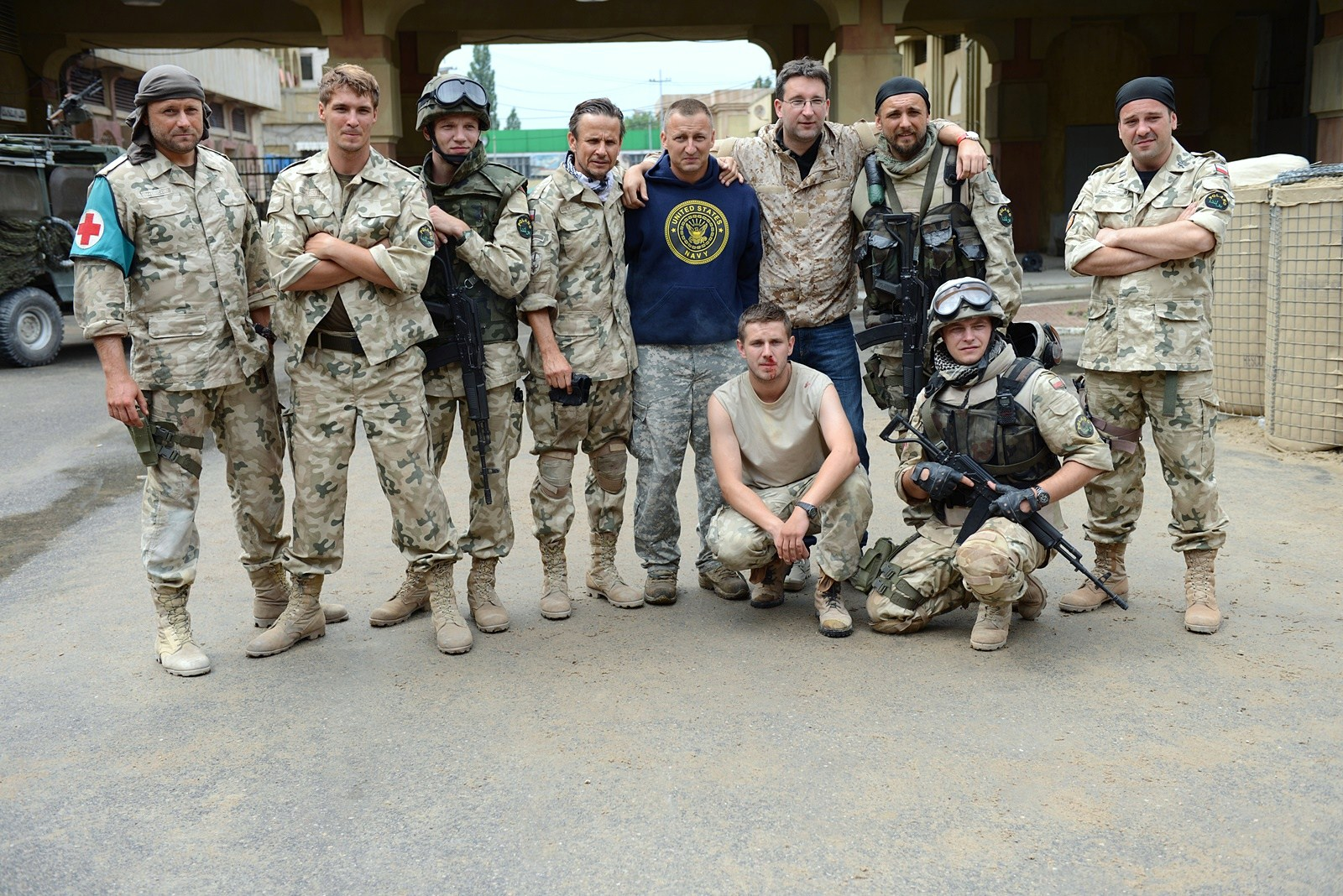
Pułkownik Grzegorz Kaliciak wraz z aktorami i reżyserem na planie filmu Karbala

## Życiorys
Był wychowywany przez matkę Władysławę Kaliciak, która była pracowniczką Zakładów Przemysłu Bawełnianego „Frotex”, i babcię. Jego ojcem był Franciszek Kaliciak. Jako dziecko zaczął interesować się wojskiem, mieszkał w pobliżu poligonu w Prudniku i często spotykał żołnierzy prudnickiej jednostki. Trenował koszykówkę w zespole kadetów Pogoni Prudnik, gdzie jego trenerem był m.in. Andrzej Chybziński. Uczęszczał do Szkoły Podstawowej nr 3 i Zespołu Szkół Rolniczych w Prudniku. Następnie został absolwentem Wyższej Szkoły Oficerskiej im. Tadeusza Kościuszki we Wrocławiu z 1997. Podjął studia na kierunkach politologia oraz zarządzanie kryzysowe. Jako żołnierz zawodowy podjął służbę w 4 Batalionie Rozpoznawczym w Wędrzynie w składzie 4 Dywizji Zmechanizowanej, pełniąc funkcję dowódcy plutonu. Po awansie na stopień kapitana w 1999 pełnił funkcję dowódcy kompanii do 2001. Następnie był dowódcą kompanii w 1 Batalionie Piechoty Zmotoryzowanej Ziemi Rzeszowskiej w składzie 17 Brygady Zmechanizowanej. W ramach 17 Brygady Zmechanizowanej sprawował stanowisko szefa sztabu batalionu i zastępcy dowódcy 1 Batalionu Piechoty Zmotoryzowanej Ziemi Rzeszowskiej. Został awansowany do stopnia majora. Został dowódcą Batalionu Dowodzenia Strzelców Wielkopolskich im. por. Jana Rzepy. Został awansowany do stopnia podpułkownika. W lipcu 2016 awansował na stanowisko szefa sztabu 17 Wielkopolskiej Brygady Zmechanizowanej.
Pełnił służbę wojskową na misjach wojskowych poza granicami Polski. Służył w ramach Polskiego Kontyngentu Wojskowego w Iraku: w 2004 podczas II zmiany jako dowódca kompanii rozpoznawczej, w 2006 podczas IV zmiany, w 2007 podczas VIII zmiany jako szef TOC (taktyczne centrum dowodzenia). Na początku kwietnia 2004 na stanowisku dowódcy kompanii rozpoznawczej dowodził obroną ratusza w Karbali podczas II wojny w Zatoce Perskiej (jego przełożonym był ppłk Tomasz Domański). Służył także w ramach Polskiego Kontyngentu Wojskowego w Afganistanie: podczas VIII zmiany od 2010 do 2011 (w niepełnym wymiarze czasowym), podczas IX zmiany w 2011 jako zastępca dowódcy Zgrupowania Bojowego BRAVO.
Został autorem książki pt. Karbala. Raport z obrony City Hall, opublikowanej w kwietniu 2015. Był także konsultantem wojskowym i statystą przy produkcji filmu fabularnego pt. Karbala (premiera we wrześniu 2015), ukazującego wydarzenia z 2004, w którym przedstawiono postać kpt. Kalickiego, pierwowzorem którego była osoba kpt. Grzegorza Kaliciaka. W 2016 ukazała się książka G. Kaliciaka pt. Afganistan. Odpowiedzieć ogniem (prawdziwa historia działań 17 Brygady), w której opisał misję żołnierzy z Międzyrzecza i Wędrzyna w Afganistanie w 2011.
W dniu 12 stycznia 2018 odszedł z 17 Brygady Zmechanizowanej, po czym w stopniu pułkownika objął stanowisko dowódcy 6 Mazowieckiej Brygady Obrony Terytorialnej. 27 września 2019 został wyznaczony na dowódcę formującej się 14 Zachodniopomorskiej Brygady Obrony Terytorialnej. Od 1 października 2020 był prorektorem ds. wojskowych Wojskowej Akademii Technicznej im. Jarosława Dąbrowskiego w Warszawie. W Akademii Marynarki Wojennej uzyskał stopień doktora w dziedzinie nauk społecznych – nauk o bezpieczeństwie (2022), a 29 września 2023 r. został wyznaczony na stanowisko dowódcy 15 BZ. W sierpniu 2024 został mianowany przez Prezydenta RP generałem brygady. W dniu 31 stycznia 2025 zakończył zawodową służbę wojskową. 

## Odznaczenia i wyróżnienia

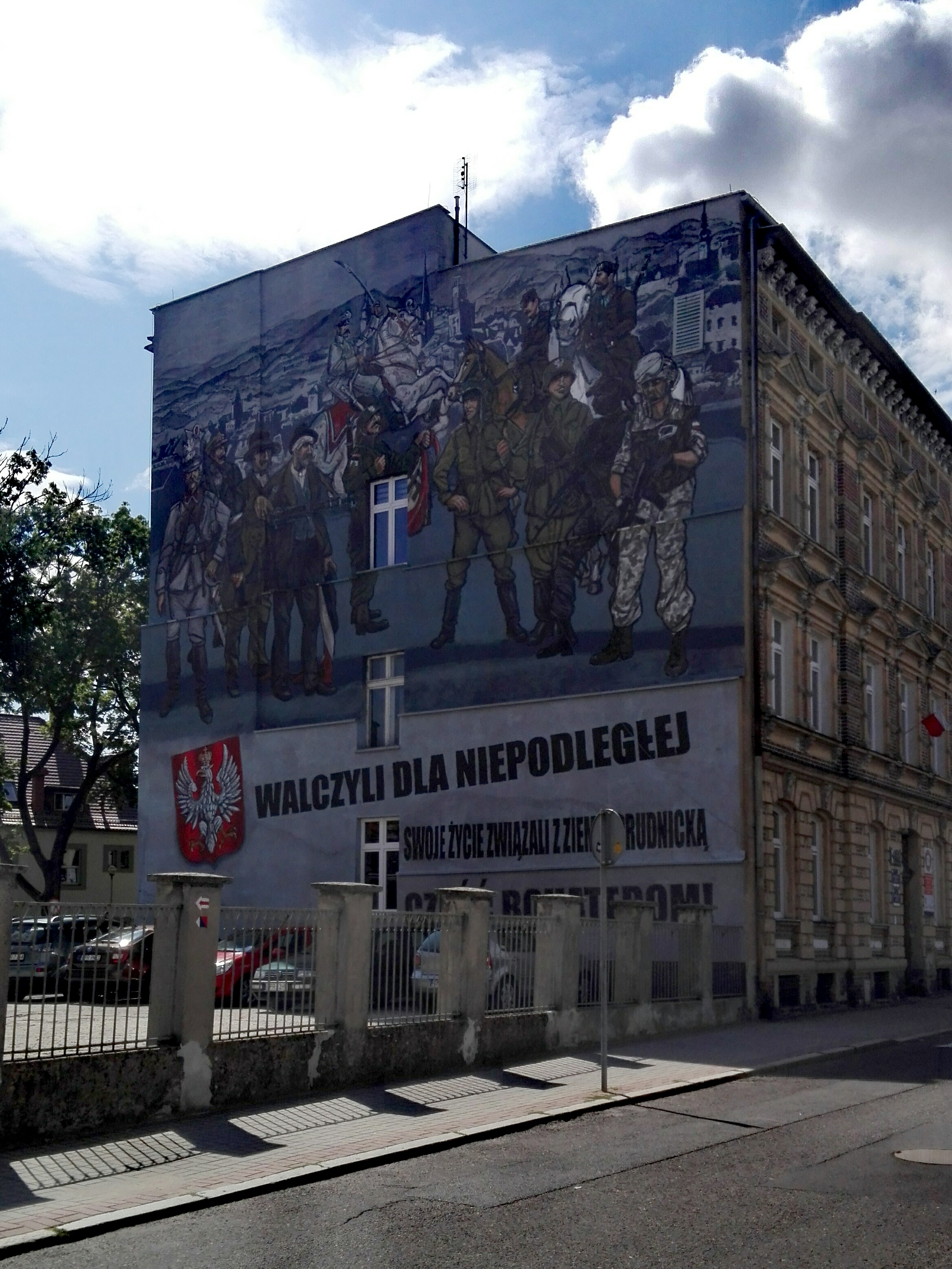
Mural na 100-lecie niepodległości w Prudniku

- Wojskowa odznaka „Za Rany i Kontuzje”
- Krzyż Kawalerski Orderu Krzyża Wojskowego – 2009[19][20][21]
- Krzyż Wojskowy – 2015[22]
- Krzyż Zasługi za Dzielność
- Wojskowy Krzyż Zasługi – 2022[23]
- Gwiazda Iraku
- Gwiazda Afganistanu
- Medal Stulecia Odzyskanej Niepodległości – 2019[24]
- Srebrny Medal „Siły Zbrojne w Służbie Ojczyzny”
- Brązowy Medal „Siły Zbrojne w Służbie Ojczyzny”
- Brązowy Medal „Za zasługi dla obronności kraju”
- Odznaka Skoczka Spadochronowego Wojsk Powietrznodesantowych
- Złota Wojskowa Odznaka Sprawności Fizycznej
- Wojskowa Odznaka Sprawności Fizycznej (wz. 2012)
- Odznaka Honorowa Wojsk Lądowych
- Złota odznaka tytułu honorowego „Zasłużony Żołnierz RP” I stopnia – 2017[25]
- Odznaka pamiątkowa 17 WBZ
- Odznaka pamiątkowa 14 ZBOT
- Wpis do Księgi Honorowej Ministra Obrony Narodowej – 2006[4]
- Medal Pamiątkowy Wielonarodowej Dywizji Centrum-Południe w Iraku
- Nagroda „Buzdygan” – Żołnierz Roku 2009[26][27]
- Medal „W służbie Bogu i Ojczyźnie”
- Medal NATO za misję ISAF
- Honorowy Obywatel Prudnika – 2020[28]

W 2019 postać Kaliciaka znalazła się na muralu niepodległościowym na ścianie budynku przy ul. Klasztornej 4 w Prudniku, namalowanym przez Rafała Roskowińskiego. W 2021 na cześć Kaliciaka imię „Grzegorz” otrzymał dąb czerwony ustanowiony pomnikiem przyrody na terenie parku za budynkiem II Liceum Ogólnokształcącego w Prudniku.

## Publikacje
- Karbala. Raport z obrony City Hall (2015) ISBN 978-83-8049-142-7
- Afganistan. Odpowiedzieć ogniem (2016) ISBN 978-83-8049-300-1
- Bałkany. Raport z polskich misji (2019) ISBN 978-83-8049-839-6
- Bez taryfy ulgowej. Kobiety w wojsku (2020) ISBN 978-83-8191-075-0